# Mark Janssen
Mark Janssen (* 10. Mai 1992 in Eindhoven, Nordbrabant) ist ein niederländischer Fußballspieler, der auf der Position des Stürmers spielt. Er ist in der Eerste Divisie für Helmond Sport aktiv.